# Обратен елемент
В алгебрата обратен елемент на произволен елемент a от група G е такъв елемент b от G, за който са в сила равенствата a · b = e (десен обратен елемент) и b · a = e (ляв обратен елемент), където (e) е неутралният елемент спрямо операцията в G.
Доказва се, че левият и десният обратни елементи са равни и единствени, затова се говори за един обратен елемент на a и се означава с (a−1). Операцията в абелеви групи и първата операция в пръстени най-често се записват като събиране и обратният елемент спрямо тях се записва като (−a).